# Edward Szydlik
Edward Szydlik (ur. 12 marca 1926 w Kłaju, zm. 20 kwietnia 2023) – polski działacz partyjny, w latach 1984–1986 I sekretarz Komitetu Wojewódzkiego PZPR w Słupsku.

## Życiorys
Syn Karola i Marianny. W 1952 wstąpił do Polskiej Zjednoczonej Partii Robotniczej. Kształcił się w Międzywojewódzkiej Szkole Partyjnej (1958), Wieczorowym Uniwersytecie Marksizmu-Leninizmu (1971) oraz na kursie w Akademii Nauk Społecznych przy KC KPZR w Moskwie (1983). Zajmował stanowisko dyrektora Fabryki Maszyn Rolniczych „Agromet-Famarol” w Słupsku. Od 1981 do 1983 sekretarz ds. ekonomicznych Komitetu Wojewódzkiego PZPR w Słupsku, został też członkiem jego egzekutywy i prezydium Wojewódzkiej Komisji Kontrolno-Rewizyjnej. Od 7 stycznia 1984 do 14 stycznia 1986 pozostawał I sekretarzem KW PZPR w Słupsku, zastąpił go Zygmunt Czarzasty, mający za zadanie wprowadzić w życie tzw. eksperyment słupski. W 1986 został zastępcą kierownika Wydziału Polityczno-Organizacyjnego Komitetu Centralnego PZPR. W III RP przystąpił do Socjaldemokracji Rzeczypospolitej Polskiej, został członkiem rady nadzorczej Zakładu Naprawczego Mechanizacji Rolnictwa w Słupsku. Został pochowany na starym cmentarzu w Słupsku.